# 德阳县 (唐朝)
德阳县，中国旧县名，在今四川省德阳市境内。
唐朝武德三年（620年），析雒绵县置德阳县。明朝及清初，属成都府。雍正五年（1727年），设绵州直隶州，属之。考评：冲，繁。民国初年，全国废州，直属四川省，后属川西道、西川道。1949年，后属绵阳地区。1983年，设立地级德阳市。1984年9月，中国国务院批准，撤销德阳县，设立市中区，即今旌阳区、罗江县。